# 松平乗良
松平 乗良（まつだいら のりよし）は、江戸時代前期の陸奥白河藩の藩主一門。

## 略歴
陸奥国桑折藩初代藩主・松平忠尚の長男。母は松平忠弘の娘。別名・仙千代。
父・忠尚は肥前国唐津藩大給松平家の嫡子だったが、請われて白河藩主・松平忠弘の婿養子となった。嫡孫として生まれたのが乗良だが夭逝し、やがて母も死去した。忠尚は2万石を分与されて別家を立てることになった。
桑折藩を立藩した忠尚は乗良のほか男子がなく、弟の忠泰、その早世後は甥の忠暁を養嗣子とした。